# Арки (род)
А́рки (лат. Arca) — род двустворчатых моллюсков, обладающий рядом морфофизиологических особенностей, отличающих его от остальных представителей класса. Обитают в морях и океанах, например, Северном, Средиземном и Адриатическом морях, в Атлантическом океане (максимальная известная глубина — 3696 м). Промысловые моллюски, используются в пищу.

## Биологическое описание

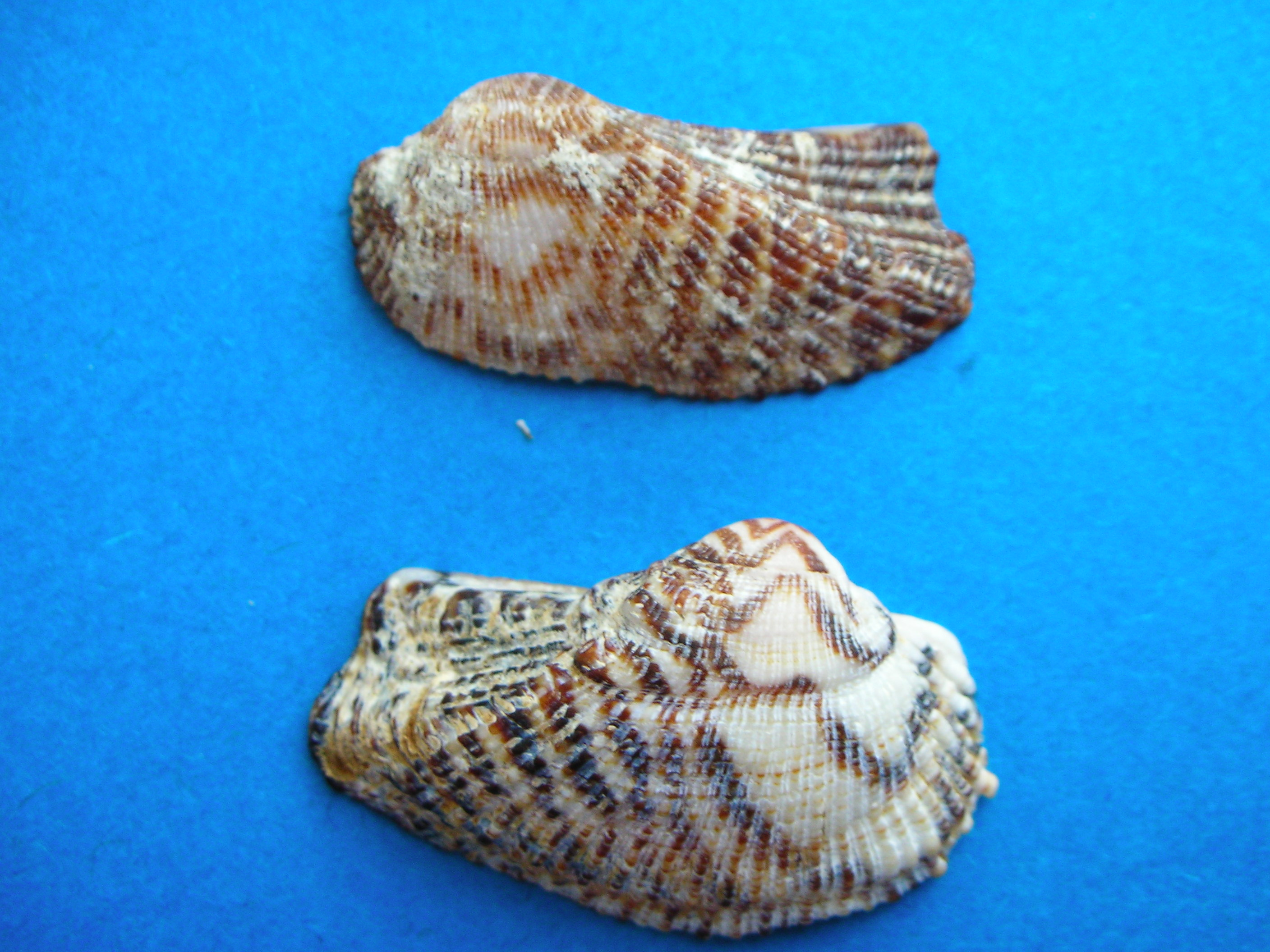
Створки раковины Arca noae

Раковина удлинённая, преимущественно трапециевидная, угловатая в очертаниях, со смещенной вперёд макушкой. Створки равные. Между макушкой и верхним краем располагается связочная площадка (арея). На ней имеются бороздки (шевроны), представляющие собой следы прикрепления связки, передвигающейся по мере роста раковины. Верхний край створки прямой, длинный. Замок и жабры сохраняют примитивное строение. Замок таксодонтного типа: с многочисленными вертикальными или слабоскошенными мелкими зубами. Имеется 2 мускула-замыкателя. На нижнем крае имеется широкое отверстие для биссуса. Края изнутри гладкие. На поверхности раковины заметен ярко выраженный радиально-ребристый рельеф, нередко также раковина пятнисто окрашена, что делает моллюска незаметным среди подводных зарослей (как, например, у Arca zebra). Нога снабжена присоской для прикрепления, но не имеет подошвы. Края мантии не сросшиеся. Жабры состоят из рядов тонких, свободных, не сросшихся между собой нитей.
Во внутреннем строении Arca имеется ряд примитивных черт. Так, у представителей этого рода имеется 2 сердца: под кишкой и над кишкой, в то время как у остальных моллюсков сердце одно, причём задняя кишка проходит через желудочек. Таким образом, своим строением моллюск Arca подтверждает, что у двустворчатых сердце закладывается в эмбриогенезе как парное по бокам кишки, а потом эти зачатки соединяются над и под кишкой. Кроме того, как у всех представителей семейства Арки, в крови Arca растворён гемоглобин, хотя большинство двустворчатых не имеют какого-либо дыхательного пигмента.
У вида Arca noae был установлен протандрический гермафродитизм (сначала особи функционируют как самцы, потом как самки).

## Список видов

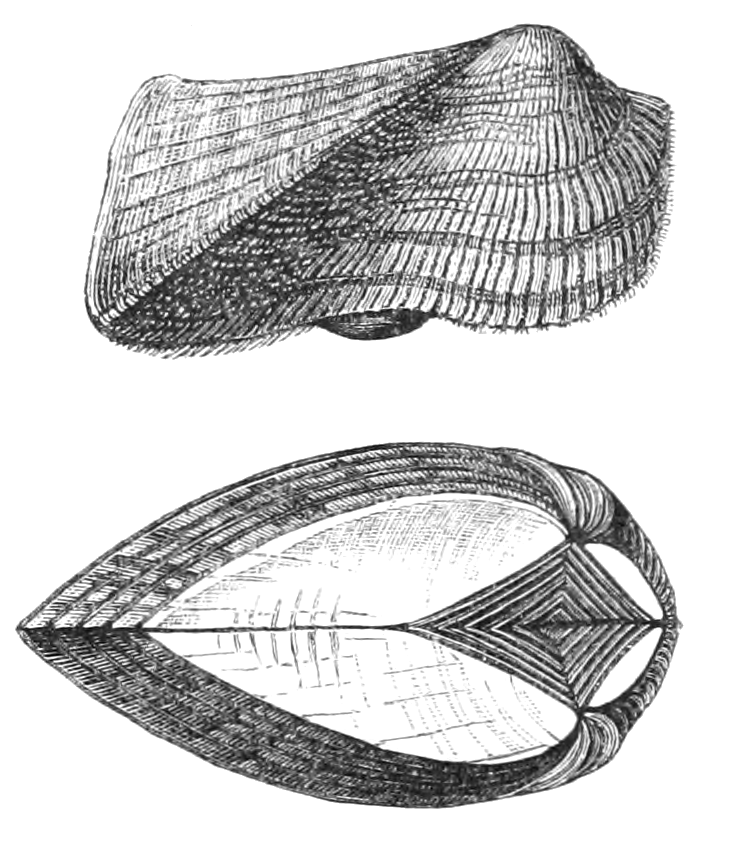
Arca tetragona

По данным Мирового реестра морских видов, на ноябрь 2016 г. в род включают 28 видов, часть из которых вымерла:
- Arca acuminata Krauss, 1848
- Arca angusta Dunker, 1867
- Arca boucardi Jousseaume, 1894 — Арка Боукарда[15]
- Arca bouvieri Fischer, 1874
- † Arca chambersi Beu, 1973
- † Arca cottoni Waghorn, 1926
- Arca despecta Fischer, 1876
- Arca fernandezensis Hertlein & Strong, 1943
- Arca imbricata Bruguière, 1789
- Arca kauaia (Dall, Bartsch & Rehder, 1938)
- Arca mutabilis (G. B. Sowerby I, 1833)
- Arca navicularis Bruguière, 1789
- Arca noae Linnaeus, 1758
- Arca ocellata Reeve, 1844
- Arca pacifica (G. B. Sowerby I, 1833)
- Arca patriarchalis Röding, 1798
- † Arca pittensis Marwick, 1928
- Arca rachelcarsonae Petuch & R. F. Myers, 2014
- † Arca subvelata Suter, 1917
- Arca tetragona Poli, 1795
- Arca truncata (G. B. Sowerby I, 1833)
- Arca turbatrix Oliver & Cosel, 1993
- † Arca tutamoensis (Marwick, 1931)
- Arca ventricosa Lamarck, 1819
- Arca volucris Reeve, 1844
- † Arca waitemataensis (Powell & Bartrum, 1929)
- † Arca wharekuriensis Maxwell, 1969
- Arca zebra (Swainson, 1833)